# Crucifixion (Giotto)
Pour les articles homonymes, voir Crucifixion (homonymie).
Crucifixion est un tableau réalisé vers 1315 par le peintre italien Giotto di Bondone. De format vertical, ce panneau a été réalisé a tempera et à la feuille d'or. Il s'agit d'une peinture religieuse qui représente la Crucifixion en présence de six anges et de plusieurs figures, dont certaines à cheval. Achetée en 1890, l'œuvre est conservée au musée des Beaux-Arts de Strasbourg, à Strasbourg, dans le Bas-Rhin, en France.

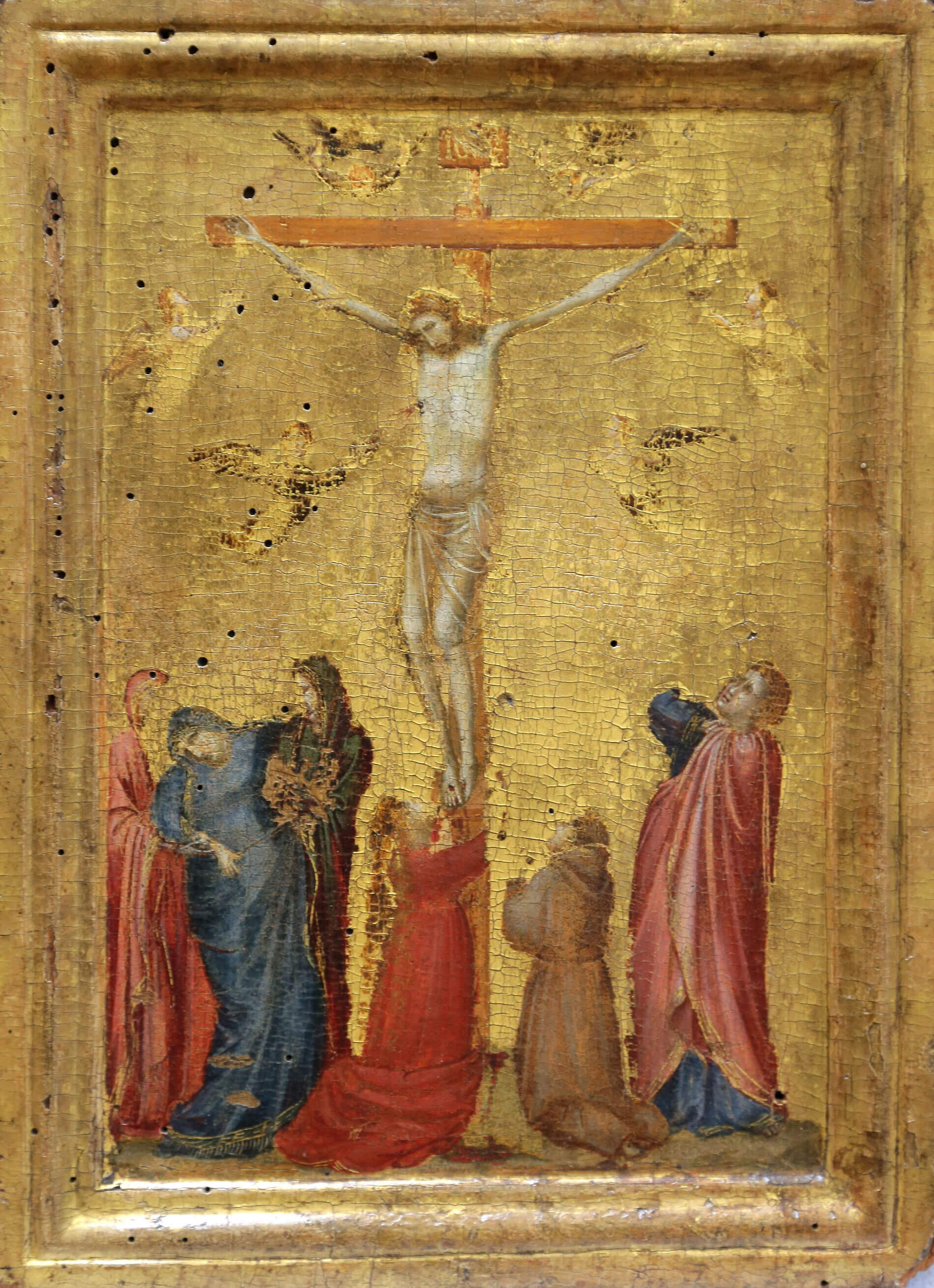
Calvaire avec saint François d'Assise, vers 1315-1320 – Musée Saint-Loup, Troyes.